# Amira Mohamed Ali
Amira Mohamed Ali (ur. 16 stycznia 1980 w Hamburgu) – niemiecka polityk i prawnik, od 2017 deputowana do Bundestagu, związana początkowo z Die Linke, a następnie z Sojuszem Sahry Wagenknecht.
Od 2019 do 2023 wraz z Dietmarem Bartschem była przewodniczącą klubu parlamentarnego Die Linke w Bundestagu. Od 2024 jest współprzewodniczącą Sojuszu Sahry Wagenknecht.

## Życiorys
Ali dorastała w dzielnicy Hamburga Fuhlsbüttel. Jej ojciec jest Egipcjaninem, matka Niemką.
Po ukończeniu w 1998 gimnazjum w Hamburgu-Winterhude, ukończyła studia prawnicze na Uniwersytetach w Heidelbergu i Hamburgu. W latach 2005–2007 odbywała aplikację adwokacką przy sądzie krajowym w Oldenburgu.
Do 2017 pracowała jako prawnik i kierownik ds. kontraktów w przedsiębiorstwie z branży motoryzacyjnej. W wyborach do Bundestagu w 2017 roku Mohamed Ali startowała w okręgu wyborczym nr 27 (Oldenburg-Ammerland), zdobywając mandat deputowanej. Mandat uzyskała również w wyborach w 2021. W 2025 nie uzyskała mandatu, ponieważ SSW nie przekroczyła progu wyborczego. 